# Adikarahatti, Malur
Adikarahatti là một làng thuộc tehsil Malur, huyện Kolar, bang Karnataka, Ấn Độ.